# RPG-7
El RPG-7 (en ruso: РПГ-7) es un lanzacohetes antitanque portátil de origen soviético, ampliamente producido. Lleva el número GRAU 6G3.
Las variantes más comunes son el RPG-7D de paracaidista (que se puede desmontar en dos piezas para facilitar su transporte) y el más ligero RPG Tipo 69 chino. La empresa iraní DIO produce lanzacohetes RPG-7 con guardamanos verde olivo, pistoletes HK y una variante Comando.
El RPG-7 fue suministrado en 1961 al Ejército soviético y desplegado a nivel de pelotón. Reemplazó al RPG-2, tras haber superado con creces al diseño intermedio RPG-4 durante las pruebas. El actual modelo producido en Rusia es el RPG-7V2, capaz de disparar cohetes antitanque estándar (HEAT) y de carga en tándem, de alto poder explosivo/fragmentación y termobáricos (véase más abajo), con ayuda de una mira telescópica UP-7V (empleada junto a la mira telescópica estándar PGO-7 de 2,7x) para poder usar munición de largo alcance. El RPG-7D3 es su equivalente de paracaidista. Tanto el RPG-7V2 como el RPG-7D3 fueron adoptados por las Fuerzas Terrestres Rusas en 2001.

## Descripción

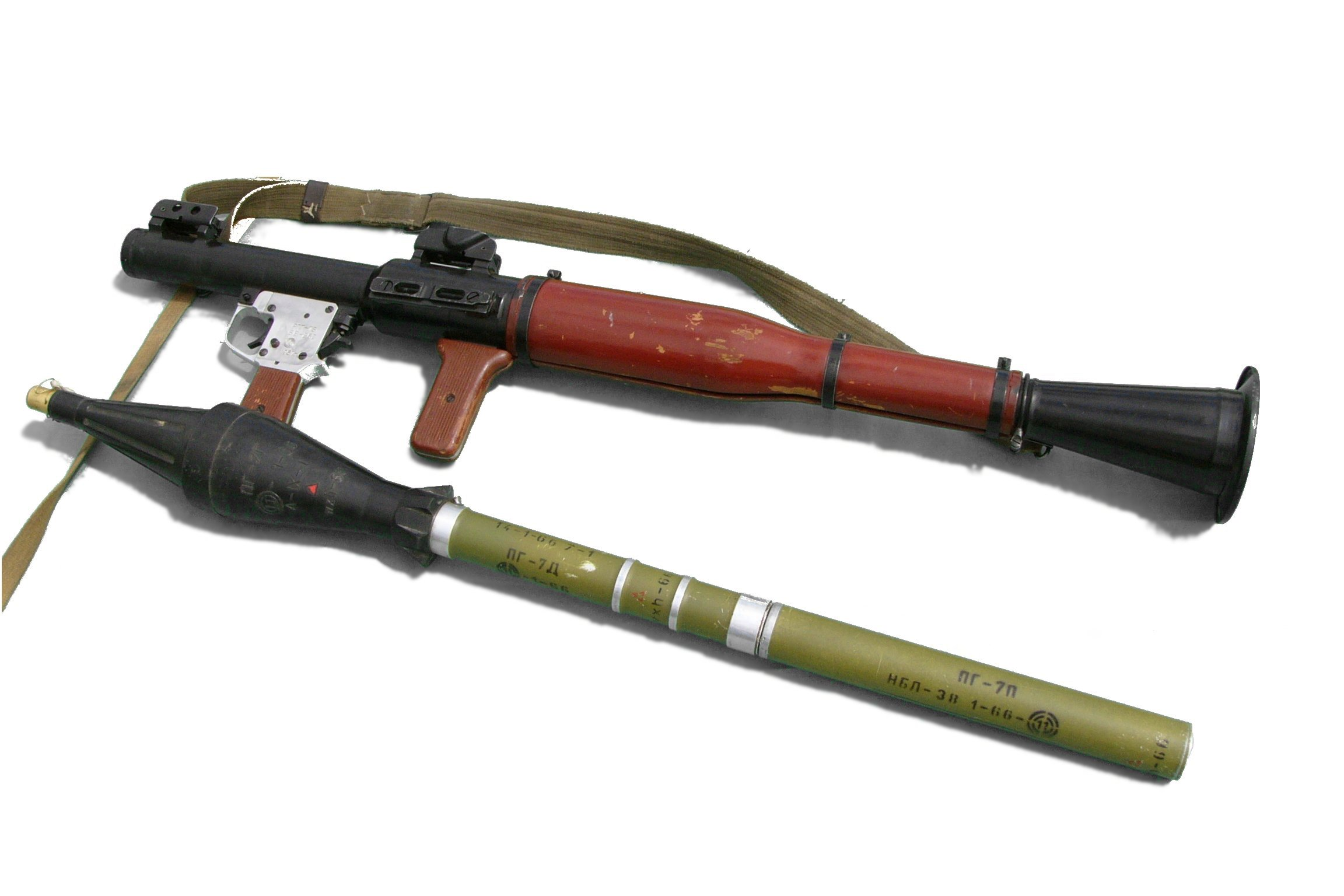
Tubo lanzador y cohete.

RPG (en ruso: РПГ) es el acrónimo de Ruchnoy Protivotankovy Granatomyot (en ruso: Ручной Противотанковый Гранатомёт) y significa «lanzagranadas antitanque de mano».
El RPG-7 y su precursor el RPG-2 fueron diseñados en la Unión Soviética, siendo ahora fabricados por la empresa Bazalt.
Su robustez, simplicidad, bajo costo y eficacia le han hecho el lanzacohetes antitanque más usado en el mundo. Alrededor de cuarenta países utilizan actualmente el arma y es fabricado en diversas variantes por nueve países. También es popular entre las fuerzas irregulares, guerrillas y algunas organizaciones terroristas. El RPG-7 ha sido empleado en casi todos los conflictos alrededor del mundo desde mediados de la década de 1960, desde la guerra de Vietnam hasta la guerra de Afganistán.
El tubo lanzador es recargable y consiste en un sencillo tubo de acero de 40 mm de diámetro, 95,3 cm de largo y un peso de 7 kilogramos. La mitad del tubo está forrada en madera para proteger al tirador del calor y su extremo posterior es acampanado para contener el fogonazo y reducir el retroceso. Su mira suele ser telescópica y lleva una mira mecánica de reserva, además de estar disponibles miras infrarrojas pasivas y miras nocturnas.
Al igual que en otras armas similares, el cohete sobresale del tubo lanzador. Tiene un diámetro de 40-105 mm y pesa entre 2,5 y 4,5 kilogramos. Es lanzado por una carga propulsora de pólvora, que le otorga una velocidad inicial de 115 metros/segundo y produce una nube de humo azul grisáceo. El motor cohete se enciende tras recorrer 10 metros y vuela hasta 500 metros a una velocidad máxima de 295 metros/segundo. El cohete es estabilizado por dos juegos de aletas que se despliegan al volar: unas grandes en el tubo estabilizador para mantener la dirección y otras pequeñas detrás de la ojiva para inducir la rotación. El cohete puede volar hasta 1100 metros; la espoleta habitualemte fija el alcance máximo en unos 920 metros.

## Sistema propulsor

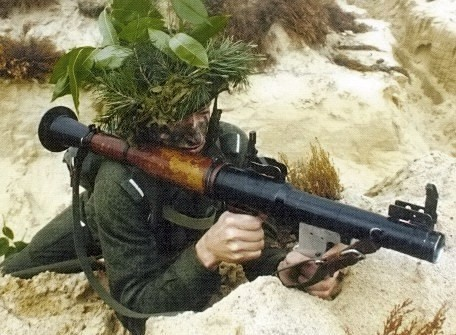
Soldado polaco con un RPG-7.

Según el Boletín 3u Soviet RPG-7 Antitank Grenade Launcher—Capabilities and Countermeasures (1977) del Comando de Entrenamiento y Doctrina del Ejército de los Estados Unidos (United States Army Training and Doctrine Command; TRADOC), la munición del RPG-7 tiene dos secciones: una sección "impulsora" y una sección "ojiva con motor cohete". Estas deben ensamblarse en el cohete. El impulsor es una "pequeña carga tubular de pólvora" que lanza el cohete desde el lanzador, se enciende su motor y este vuela alcanzando una velocidad de 294 metros/segundo. El boletín del TRADOC menciona un comentario anecdótico de que el RPG-7 ha sido disparado desde edificios, lo cual confirma el diseño en dos secciones. Afirma que solamente se necesita situarse a una distancia de 2 metros de cualquier obstrucción posterior para dispararlo desde habitaciones o fortificaciones. Las aletas del cohete no solo le proveen estabilización, sino que están diseñadas para que gire lentamente.
Debido a la configuración ojiva/motor del cohete del RPG-7, este responde contraintuitivamente a los vientos laterales. Un viento lateral tiende a ejercer presión sobre las aletas estabilizadoras, haciendo que el cohete gire hacia el viento. Mientras que su motor aún está encendido, esto provocará que la trayectoria de vuelo se curve hacia el viento. El boletín del TRADOC explica las dificultades de apuntar a blancos en movimiento a grandes distancias, con vientos laterales en partes del trayecto del cohete.

## Munición
El RPG-7 puede disparar una gran variedad de cohetes antitanque (HEAT, PG-Protivotankovaya Granata) o antipersonal (HE, OG-Oskolochnaya Granata), usualmente equipados con una espoleta de impacto (PIBD) o de 4,5 segundos. La penetración del blindaje depende de la ojiva del cohete y va desde 30 a 60 cm de BHL; el cohete PG-7VR tiene una ojiva del tipo carga en tándem, siendo empleado para detonar el blindaje reactivo y destruir el tanque con un solo disparo.
La munición para RPG-7 producida actualmente consiste de cuatro tipos:
- PG-7VL Con ojiva HEAT estándar para emplearse contra la mayoría de vehículos blindados y fortificaciones (93 mm).
- PG-7VR Con ojiva HEAT en tándem para destruir los tanques modernos equipados con blindaje reactivo (105 mm).
- TBG-7V Con ojiva termobárica antipersonal para guerra urbana (105 mm).
- OG-7V Ojiva antipersonal de fragmentación sin motor cohete (de 40 mm, debido a limitaciones de tratados internacionales)[cita requerida]

## Especificaciones
Especificaciones del fabricante para el RPG-7V1.

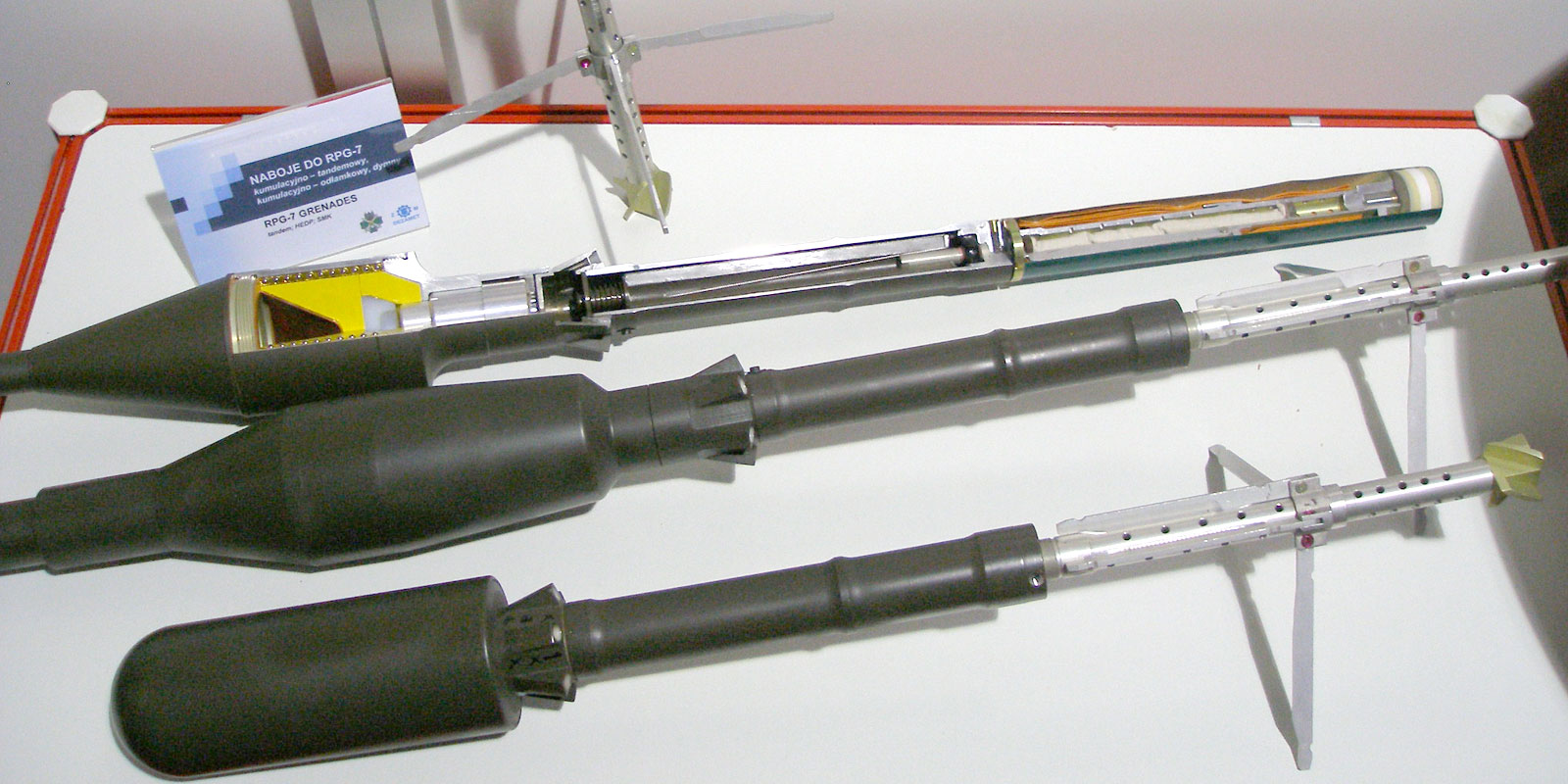
Cohetes de RPG-7.

Interior de un cohete de RPG-7. La ojiva contiene la (1) espoleta, (2) cono conductor, (3) cubierta aerodinámica, (4) forro cónico, (5) cuerpo, (6) explosivo, (7) conductor y (8) detonador. El motor cohete se compone del (9) bloque de la boquilla, (10) boquilla y (11) cuerpo del motor con (12) propulsor delante del (13) extremo del motor y (14) fulminante de ignición. La carga propulsora incluye la (15) aleta, (16) cartucho, (17) carga, (18) turbina, (19) trazador y (20) taco de gomaespuma.

| Nombre | Tipo                   | Peso   | Peso del explosivo                  | Diámetro     | Penetración                                                           | Radio letal                 |
| ------ | ---------------------- | ------ | ----------------------------------- | ------------ | --------------------------------------------------------------------- | --------------------------- |
| PG-7V  | Ojiva HEAT             | 2,2 kg |                                     | 85vmm        | > 260 mm BHL                                                          |                             |
| PG-7VL | Ojiva HEAT             | 2,6 kg | 730 g окфол (95% HMX + 5% cera)     | 93 mm        | > 500 mm BHL                                                          |                             |
| PG-7VR | Ojiva HEAT en tándem   | 4,5 kg | ?/1,43 kg окфол (95% HMX + 5% cera) | 64 mm/105 mm | 600 mm BHL (con blindaje reactivo) 750 mm BHL (sin blindaje reactivo) |                             |
| OG-7V  | Ojiva de fragmentación | 2 kg   | 210 g A-IX-1                        | 40 mm        |                                                                       | 7 m (con blindaje corporal) |
| TBG-7V | Ojiva termobárica      | 4,5 kg | 1,9 kg ОМ 100МИ-3Л + 0,25 kg A-IX-1 | 105 mm       |                                                                       | 10 m                        |

### Probabilidades de impacto

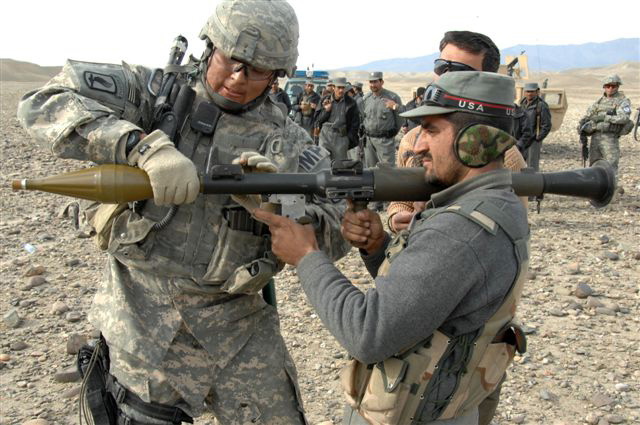
Oficial de la Policía Nacional Afgana en un campo de entrenamiento, preparado para disparar un RPG-7.

Una evaluación del RPG-7 efectuada por el Ejército de los Estados Unidos mostraba las probabilidades de impacto en un panel de 5 metros de ancho, 2,5 metros de altura y que se movía lateralmente a 4 metros/segundo. Esta probabilidad se reducía al disparar con viento lateral debido al inusual comportamiento del cohete; con un viento de 11 km/h, el tirador no podía lograr un impacto directo a más de 180 metros el 50 % de las veces. Pero aun así también sería difícil acertar en tales condiciones con cualquier otro lanzacohetes no guiado de la época tanto soviético como occidental. De todas formas con munición moderna y miras telescópicas su alcance efectivo aumenta hasta unos 500 metros o incluso más, según pruebas hechas por el propio ejército ruso.
| Distancia | Porcentaje |
| --------- | ---------- |
| 50 m      | 100%       |
| 100 m     | 96 %       |
| 200 m     | 51 %       |
| 300 m     | 22 %       |
| 400 m     | 9 %        |
| 500 m     | 4 %        |

## Historial de combate
Durante la Invasión soviética de Afganistán, los muyahidines solían emplearlo a distancias de menos de 80 metros. Fueron empleados en la guerra de Vietnam para contrarrestar la introducción del transporte de personal ligeramente blindado M113. Para defenderse de los ataques con RPG-7, se les montaba rollos de alambre de púa o secciones de tela metálica sostenida por 2 o 3 estacas en "U" delante del vehículo como un distanciador portátil. Los vehículos blindados de la Coalición en Irak han sido equipados con blindaje de rejas para protegerse de los cohetes de RPG-7.
El RPG-7 fue empleado por el Ejército Republicano Irlandés Provisional (PIRA) en Irlanda del Norte desde 1969 hasta 2005, principalmente en Lurgan, Condado de Armagh, donde fue empleado contra puestos de observación del Ejército británico y la elevada base militar de Kitchen Hill en el pueblo. El PIRA además los empleó en las áreas católicas de West Belfast contra los transportes blindados de personal del Ejército británico y bases operativas de primera línea. La Avenida Beechmount fue rebautizada "Avenida RPG" porque fue escogida varias veces por el PIRA para efectuar ataques con cohetes.
En Mogadiscio, Somalia, se emplearon lanzacohetes RPG-7 para derribar dos helicópteros Black Hawk.
En la guerra de Afganistán (2001-2021), los muyahidines han formado equipos cazatanques que operan juntos con al menos 15 RPG-7 para destruir vehículos blindados.
Partes del diseño del RPG-7, han sido usadas por las Brigadas de Ezzeldin Al-Qassam  del Hamás para producir su propio modelo de combate el RPG al-Yasin.

## Usuarios
- Afganistán[15]
- Albania[15]
- Alemania Oriental: hasta la reunificación.[16]
- Angola[15]
- Argelia[15]
- Armenia[15]
- Azerbaiyán[15]
- Benín[15]
- Bielorrusia[15]
- Botsuana[15]
- Bulgaria: Producido localmente por la empresa Arsenal AD como ATGL-L.[17]
- Cabo Verde[15]
- Camboya[15]
- Chad[15]
- China: Copiado por el Ejército Popular de Liberación como el RPG Tipo 69.[18] El Tipo 69 es la copia más popular del RPG-7 empleada alrededor del mundo.[cita requerida]
- Chipre[15]

- Corea del Norte[15]
- Croacia[15]
- Cuba[15]
- Egipto[15]
- Eritrea[15]
- Ecuador
- El Salvador

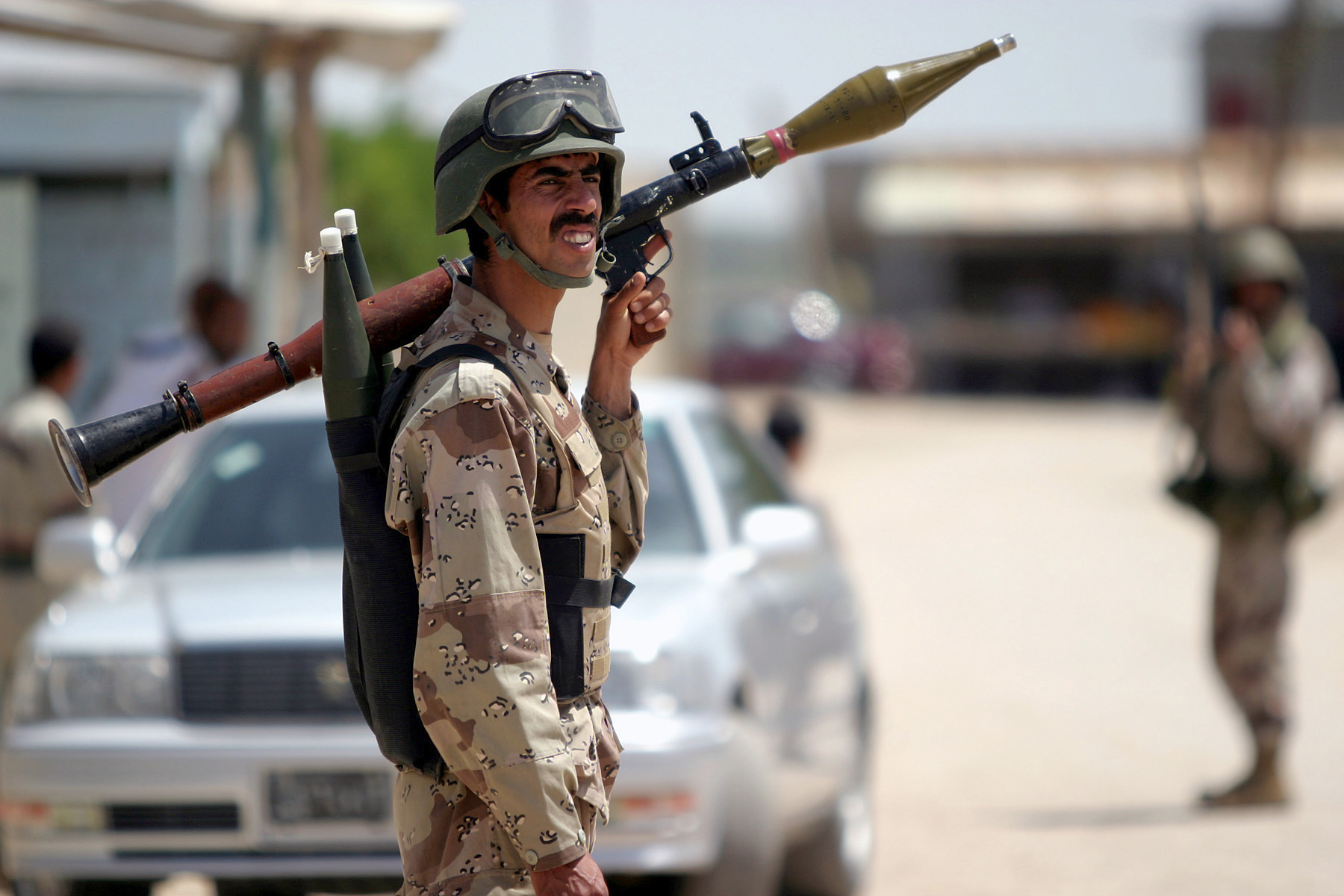
Soldado de la Fuerza de Seguridad Iraquí con un RPG-7.

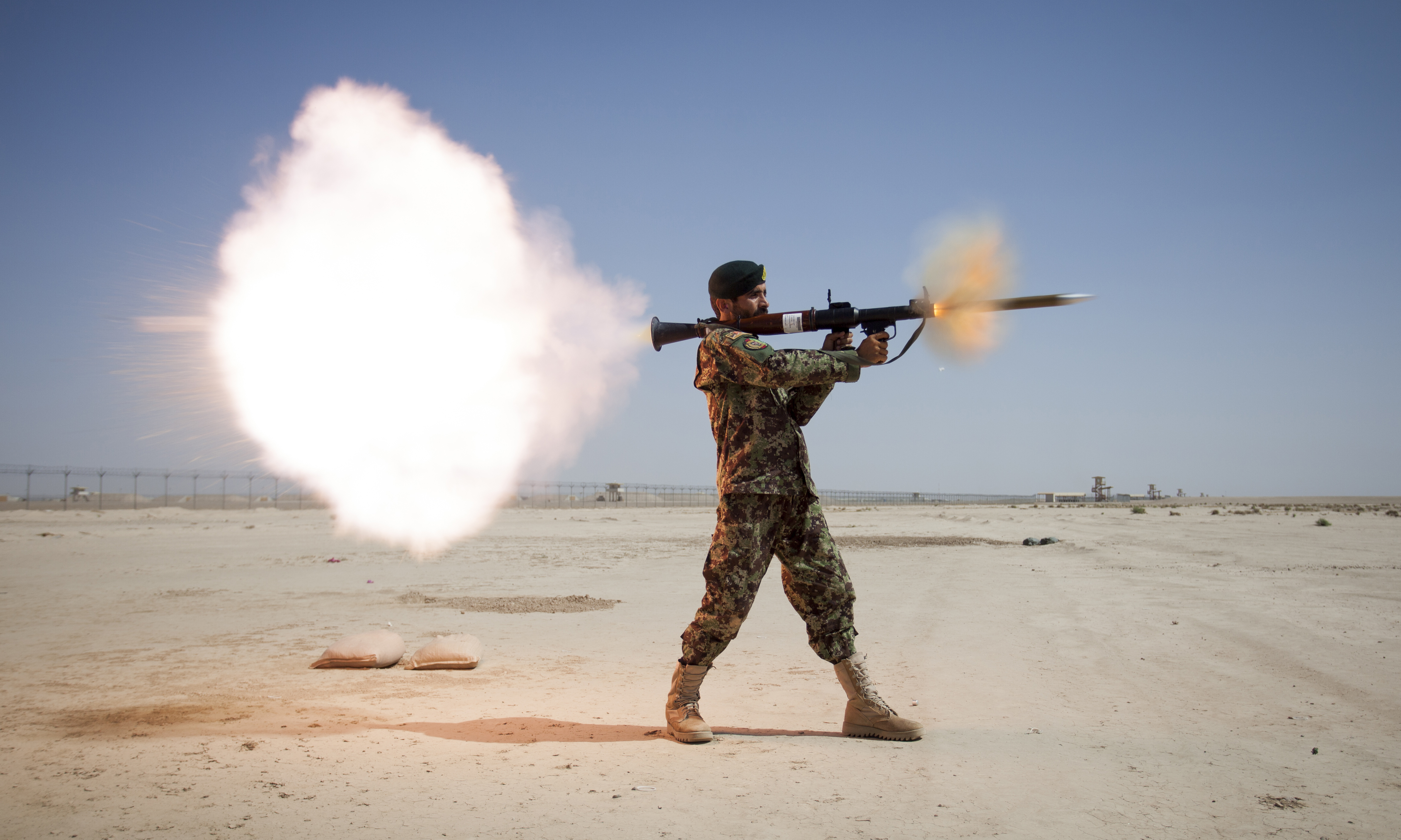
Soldado afgano entrenando con lanzacohetes RPG-7.

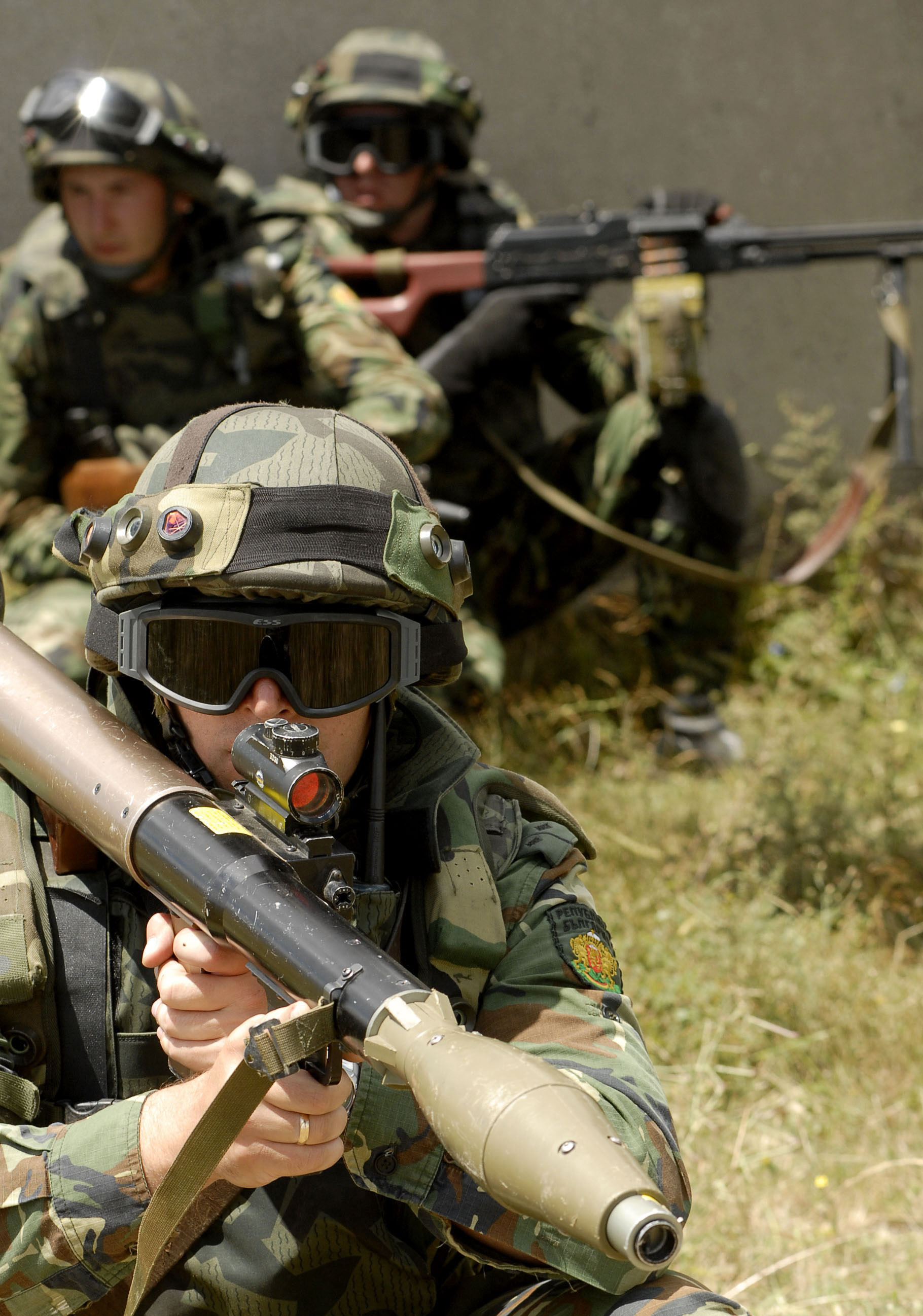
Un soldado búlgaro con un ATGL-L (copia local del RPG-7), equipado con una mira reflex.

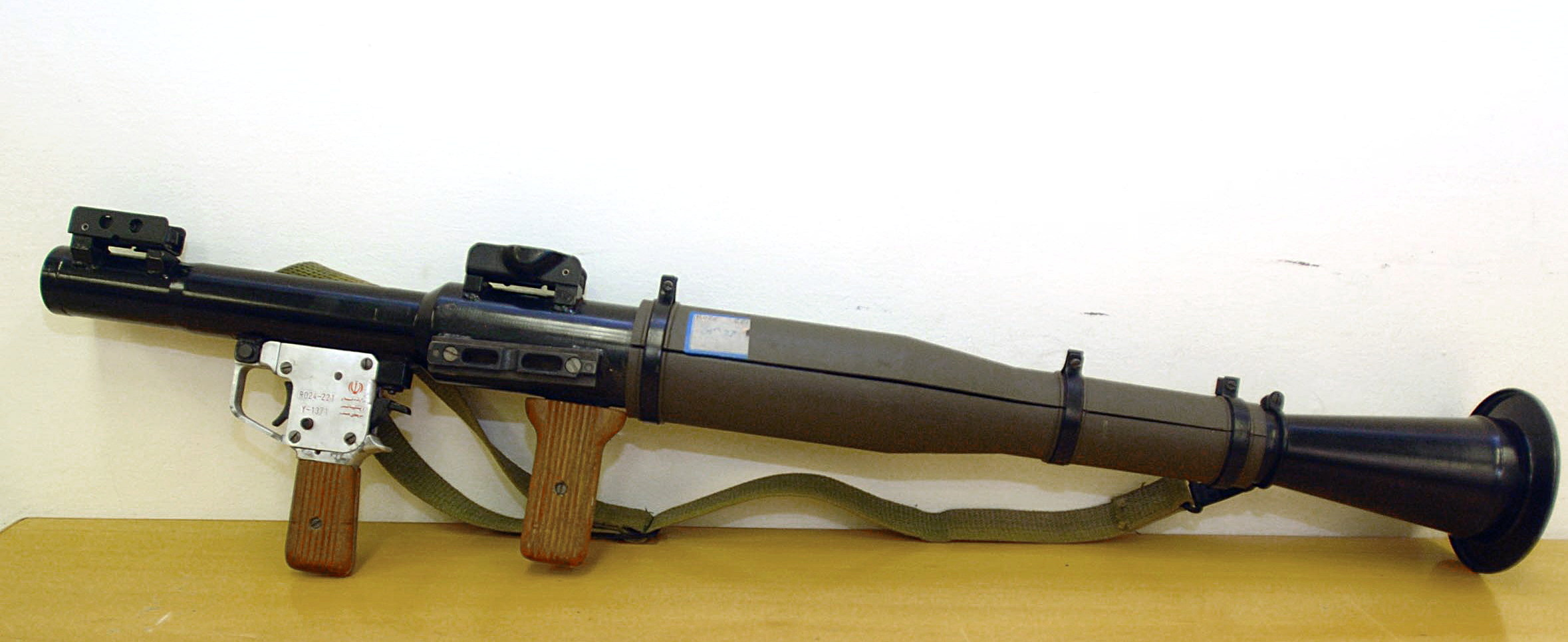
Un RPG-7 de fabricación iraní, capturado en el Líbano por las Fuerzas de Defensa de Israel.

- Estados Unidos: Fabricado por Airtronic USA.[19]
- Filipinas: El Ejército filipino ha comprado 400 lanzacohetes RPG-7 de Airtronic USA.[20]
- Georgia[15]
- Ghana[15]
- Guinea[15]
- Guyana[15]
- Hungría[21]
- Irán[15]
- Irak[15]
- Jordania[15]
- Kazajistán[15]
- Kirguistán[15]
- Laos[15]
- Letonia[15]
- Líbano[15]
- Libia[15] (también fue empleado por los rebeldes durante la Rebelión libia de 2011)
- Lituania[15]
- Macedonia del Norte[15]
- Madagascar[15]
- Malta[15]
- Marruecos[15]
- Mauritania[15]
- México[15]
- Moldavia[15]
- Mongolia[15]
- Nicaragua[15]
- Nigeria[15]
- Panamá[15]
- Pakistán[15]
- Perú[15] es usado por el ejército Peruano y es muy probable que sendero luminoso cuente con algunas unidades robadas a las fuerzas armadas o conseguidas en el mercado negro
- Polonia[15][16]
- Portugal[22] algunas unidades capturadas durante la guerra de Ultramar.
- República Centroafricana[15]
- República Checa[15]
- República del Congo[15]
- República Democrática del Congo[15]
- Ruanda[15]
- Rhodesia[15] Capturados de los grupos guerrilleros.
- Rumania:[15] Producido localmente por SC Carfil SA de Brașov como AG-7 (Aruncător de Grenade 7; Lanzagranadas 7, en rumano).[23]
- Rusia[24]
- Santo Tomé y Príncipe[15]
- Senegal[15]
- Seychelles[15]
- Sierra Leona[15]
- Siria[15]
- Somalía[15]
- Sudáfrica: Fuerzas Armadas de Sudáfrica.[25]
- Sudán: Fabricado por Military Industry Corporation como Sinar.[26]
- Tayikistán[15]
- Togo[15]
- Turkmenistán[15]
- Turquía[27]
- Ucrania[15]
- Uruguay[15]
- Uzbekistán[15]
- Venezuela[28]
- Vietnam[15]
- Yemen[15]
- Yibuti[15]
- Yugoslavia[15]
- Zambia[15]
- Zimbabue[15]